# ペニー・マーシャル
ペニー・マーシャル（Penny Marshall、本名:Carole Penelope Masciarelli, 1943年10月15日 - 2018年12月17日）は、アメリカ合衆国出身の映画監督・映画プロデューサー・女優である。

## 経歴
映画監督のゲイリー・マーシャルは兄。
女優としてテレビや舞台に立っていた。テレビシリーズ『ラバーン＆シャーリー』(1976～1983)の主役で人気を博す。同シリーズの監督をしたことがきっかけで、1986年に映画監督としてデビューした。2018年12月17日、糖尿病に伴う合併症のためロサンゼルスの自宅で死去。75歳没。
なお、フランスで活躍している監督のトニー・マーシャルとは血縁は関係ない。

## 監督作品
- ジャンピン・ジャック・フラッシュ Jumpin' Jack Flash (1986)
- ビッグ Big (1988)
- レナードの朝 Awakenings (1990)
- プリティ・リーグ A League of Their Own (1992)
- 勇気あるもの Renaissance Man (1994)
- 天使の贈りもの The Preacher's Wife (1996)
- サンキュー、ボーイズ Riding in Cars with Boys (2001)

## 出演作品
- アリスは悩める転校生 Alice Upside Down (2007)
- ニューイヤーズ・イブ NEW YEAR'S EVE (2011)